# Hattarwat, Chikodi
Hattarwat là một làng thuộc tehsil Chikodi, huyện Belgaum, bang Karnataka, Ấn Độ.